# Bad Girl 不良少女
《Bad Girl 不良少女》是肉丸以四格漫畫形式創作的日本漫畫作品。於芳文社的雜誌《Manga Time Kirara Carat》2021年2月號至4月號作客刊載後，同年5月號開始連載，已發行單行本5冊。於《Manga Time Kirara Carat》2024年8月號宣布改編為電視動畫。

## 登場角色
優谷優（聲：橘杏咲）
藤咲高中1年級生。是名優等生，從不遲到或缺課，成績優異，深受老師好評。為了引起偶像，學姊亞鳥注意，立志不再作為一名資優生、而是試圖成為一名不良少女為目標奮鬥。
雖然常常對身為兒時玩伴的涼出言不遜；但出事時卻只會呼喊她。
水鳥亞鳥（聲：花宮初奈）
藤咲高中3年級生。風紀委員長。看似完美的超人，卻擁有與一般人不同的感性，有時會做出一些怪異的行為。
涼風涼（聲：松岡美里）
藤咲高中1年級生。優的朋友。表面上對優冷淡，但其實很喜歡優；所以常常會幫優一把。
由於冷淡的外表；導致給人錯誤的印象。
有個姊姊（聲：堀籠沙耶）。
瑠璃葉瑠蘿（聲：花井美春）
藤咲高中2年級生。擁有可愛的外表，從事美妝YouTuber和雜誌模特兒的工作。在學校自稱是「校園偶像」，但另一方面卻沒有朋友。
水鳥水花（聲：前田佳織里）
亞鳥的妹妹。優和涼的同學。自認社交能力差。還是個十足的“姊控”，對與姊姊關係親密的優心存戒備。
清木清（聲：Lynn）
藤崎高中3年級生。圖書館委員長。是一位聰明漂亮、舉止優雅的優等生，但內心卻是個色鬼。
小毬瑪莉亞（聲：堀江由衣）
優和亞鳥參加學生會活動時，前往的幼兒園的小女生。ADC的最高負責人。
松田奈奈（聲：雨宮天）
ADC的業務部長。
西川真理萌（聲：佐倉綾音）
ADC的人事部長。
毛利鈴（聲：上坂堇）
ADC的副總。
泉夢（聲：早見沙織）
ADC的生產管理部長。
青山葵（聲：内田真礼）
ADC的經理部長。
鹿目紅葉（聲：鬼頭明里）
ADC的企画兼開發部長。

## 出版書籍
| 冊數 | 芳文社         | 芳文社                 |
| 冊數 | 發售日期       | ISBN                   |
| ---- | -------------- | ---------------------- |
| 1    | 2022年1月26日  | ISBN 978-4-8322-7346-7 |
| 2    | 2022年11月26日 | ISBN 978-4-8322-7421-1 |
| 3    | 2023年8月25日  | ISBN 978-4-8322-7478-5 |
| 4    | 2024年7月25日  | ISBN 978-4-8322-9562-9 |
| 5    | 2025年7月26日  | ISBN 978-4-8322-9649-7 |

## 電視動畫

### 工作人員
- 原作：肉丸（芳文社《Manga Time Kirara Carat》連載）
- 導演：古田丈司
- 劇本統籌：米村正二
- 人物設計：森本由布希
- 道具設計：柴田裕司
- 美術監督：
- 美術設定：川井憲
- 色彩設計：佐野瞳
- 攝影監督：岩崎敦
- 剪輯：坂本久美子
- 音響監督：高寺雄
- 音響效果：八十正太
- 音響製作：Bit grooove promotion
- 音樂：桶狹間有沙
- 音樂製作：國王唱片
- 音樂製作人：諏訪豐
- 製作人：諏訪豐、星野朗廣、篠原猛、小笠原由記、角田章、小澤文啓
- 動畫製作人：飯島弘志
- 動畫製作：Bridge
- 製作：Bad Girl 不良少女製作委員會

### 主题曲
片头曲
演唱：天狼群，作詞：烏屋茶房，作曲、編曲：Hige Driver
片尾曲
BAD SURPRISE
演唱：天狼群，作詞、作曲、編曲：ZAQ
（第7話）
演唱：瑠璃葉瑠蘿（花井美春），作詞、作曲、編曲：MUTEKI DEAD SNAKE

### 各话列表
| 话数 | 标题                        | 剧本     | 分镜               | 演出       | 作画监督                                                      | 总作画监督 | 首播日期      |
| ---- | --------------------------- | -------- | ------------------ | ---------- | ------------------------------------------------------------- | ---------- | ------------- |
| #01  | 1话 今天开始当Bad Girl      | 米村正二 | 古田丈司           | 角田章     | 犬塚政彦、糸岛雅彦、佐野聪彦、饭泉俊臣、陆田聪志、江上夏志    | 森田由布希 | 2025年 7月6日 |
| #01  | 2话 想当坏孩子              | 米村正二 | 古田丈司           | 角田章     | 犬塚政彦、糸岛雅彦、佐野聪彦、饭泉俊臣、陆田聪志、江上夏志    | 森田由布希 | 2025年 7月6日 |
| #01  | 3话 项圈与狗耳朵            | 米村正二 | 古田丈司           | 角田章     | 犬塚政彦、糸岛雅彦、佐野聪彦、饭泉俊臣、陆田聪志、江上夏志    | 森田由布希 | 2025年 7月6日 |
| #01  | 番外篇 凉风同学常被误解     | 米村正二 | 古田丈司           | 角田章     | 犬塚政彦、糸岛雅彦、佐野聪彦、饭泉俊臣、陆田聪志、江上夏志    | 森田由布希 | 2025年 7月6日 |
| #02  | 4话 天生色情恐怖分子        | 米村正二 | 古田丈司           | 铃木香代子 | 前嶋弘史、吴晓菜                                              | 柴田友人   | 7月13日       |
| #02  | 5话 秘密集会                | 米村正二 | 古田丈司           | 铃木香代子 | 前嶋弘史、吴晓菜                                              | 柴田友人   | 7月13日       |
| #02  | 6话 请告诉我吧              | 米村正二 | 古田丈司           | 铃木香代子 | 前嶋弘史、吴晓菜                                              | 柴田友人   | 7月13日       |
| #02  | 番外篇 瑠萝想被捧上天       | 米村正二 | 古田丈司           | 铃木香代子 | 前嶋弘史、吴晓菜                                              | 柴田友人   | 7月13日       |
| #03  | 7話 最討厭妳了              | 米村正二 | 中村侑登、古田丈司 | 中村侑登   | 犬塚政彥、佐佐木瞳、                                          | 犬塚政彥   | 7月20日       |
| #03  | 8話 瑠瑠可愛嗎              | 米村正二 | 中村侑登、古田丈司 | 中村侑登   | 犬塚政彥、佐佐木瞳、                                          | 犬塚政彥   | 7月20日       |
| #03  | 9話 初吻                    | 米村正二 | 中村侑登、古田丈司 | 中村侑登   | 犬塚政彥、佐佐木瞳、                                          | 犬塚政彥   | 7月20日       |
| #03  | 番外篇 涼風同學常被誤解     | 米村正二 | 中村侑登、古田丈司 | 中村侑登   | 犬塚政彥、佐佐木瞳、                                          | 犬塚政彥   | 7月20日       |
| #04  | 10話 來ADC幹部大會集合吧    | 古田丈司 | 石平信司           | 駒井克行   | 江上夏樹、村上直紀、糸島雅彦、森悦史、161 161、沈陶裔、董立則 | 陸田聰志   | 7月27日       |
| #04  | 11話 秘密的教室             | 古田丈司 | 石平信司           | 駒井克行   | 江上夏樹、村上直紀、糸島雅彦、森悦史、161 161、沈陶裔、董立則 | 陸田聰志   | 7月27日       |
| #04  | 12話 見到瑠璃瑠蘿           | 古田丈司 | 石平信司           | 駒井克行   | 江上夏樹、村上直紀、糸島雅彦、森悦史、161 161、沈陶裔、董立則 | 陸田聰志   | 7月27日       |
| #04  | 番外篇 瑠蘿想被捧上天       | 古田丈司 | 石平信司           | 駒井克行   | 江上夏樹、村上直紀、糸島雅彦、森悦史、161 161、沈陶裔、董立則 | 陸田聰志   | 7月27日       |
| #05  | 13話 花蜆與扇貝             | 飯島弘志 | 古田丈司           | 長岡義孝   | 山下聖美、松下純子、ISFORM、無錫弘興動畫公司                  | 飯泉俊臣   | 8月3日        |
| #05  | 14話 壞得帥帥               | 飯島弘志 | 古田丈司           | 長岡義孝   | 山下聖美、松下純子、ISFORM、無錫弘興動畫公司                  | 飯泉俊臣   | 8月3日        |
| #05  | 15話 歡迎上砧板             | 飯島弘志 | 古田丈司           | 長岡義孝   | 山下聖美、松下純子、ISFORM、無錫弘興動畫公司                  | 飯泉俊臣   | 8月3日        |
| #05  | 番外篇 涼風同學常被誤解     | 飯島弘志 | 古田丈司           | 長岡義孝   | 山下聖美、松下純子、ISFORM、無錫弘興動畫公司                  | 飯泉俊臣   | 8月3日        |
| #06  | 16話 暴力的時代             | 米村正二 | 古田丈司           | 角田章     | 柴田雄二                                                      | 柴田雄二   | 8月10日       |
| #06  | 17話 墜入4戀                | 米村正二 | 古田丈司           | 角田章     | 柴田雄二                                                      | 柴田雄二   | 8月10日       |
| #06  | 18話 地獄即天國             | 米村正二 | 古田丈司           | 角田章     | 柴田雄二                                                      | 柴田雄二   | 8月10日       |
| #06  | 番外篇 涼風同學想陪在身邊   | 米村正二 | 古田丈司           | 角田章     | 柴田雄二                                                      | 柴田雄二   | 8月10日       |
| #07  | 19話 制服換季之亂           | 古田丈司 | 佐野聰彥           | 佐野聰彥   | 佐野聰彥、佐佐木瞳、                                          | 犬塚政彥   | 8月17日       |
| #07  | 20話 敵人就在教室           | 古田丈司 | 佐野聰彥           | 佐野聰彥   | 佐野聰彥、佐佐木瞳、                                          | 犬塚政彥   | 8月17日       |
| #07  | 21話 歡迎光臨Scramble咖啡廳 | 古田丈司 | 佐野聰彥           | 佐野聰彥   | 佐野聰彥、佐佐木瞳、                                          | 犬塚政彥   | 8月17日       |
| #07  | 番外篇 瑠蘿想被捧上天       | 古田丈司 | 佐野聰彥           | 佐野聰彥   | 佐野聰彥、佐佐木瞳、                                          | 犬塚政彥   | 8月17日       |

### BD
| 卷數 | 發行日期           | 收錄話數      | 規格編號  |
| ---- | ------------------ | ------------- | --------- |
| 1    | 2025年10月15日预定 | 第1話—第3話   | KIXA-1015 |
| 2    | 2025年11月19日预定 | 第4話—第6話   | KIXA-1016 |
| 3    | 2025年12月17日预定 | 第7話—第9話   | KIXA-1017 |
| 4    | 2026年1月14日预定  | 第10話—第12話 | KIXA-1018 |

## 腳註

## 外部連結
- ばっどがーる （页面存档备份，存于）（日語）
- 電視動畫官方網站 （页面存档备份，存于）（日語）